# NGC 7629
NGC 7629 (również PGC 71175) – galaktyka soczewkowata (S0), znajdująca się w gwiazdozbiorze Ryb. Odkrył ją Albert Marth 19 października 1864.